# Centralna Komisja Wojskowa

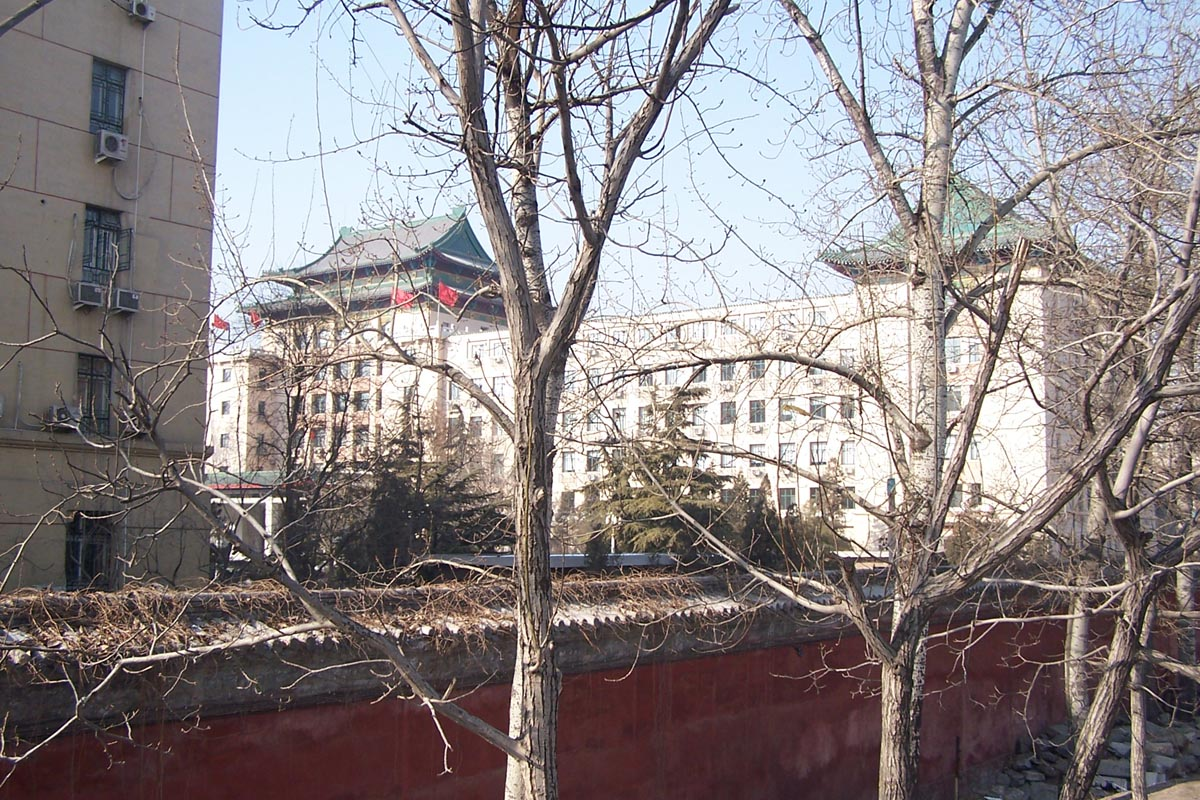
Była siedziba Centralnej Komisji Wojskowej przy 20 Jingshan Qianjie (do 1999)

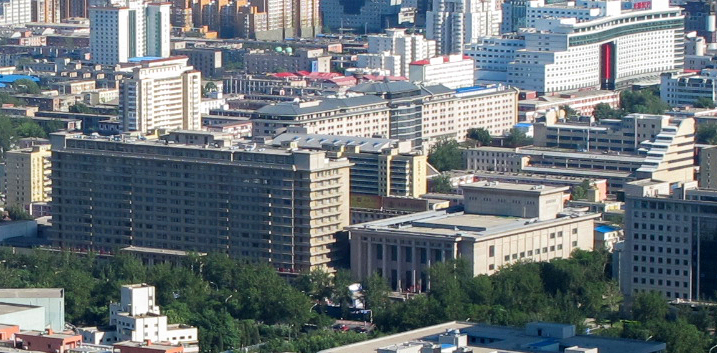
Hotel Jingxi

Centralna Komisja Wojskowa (chiń. upr. 中央军事委员会; chiń. trad. 中央軍事委員會; pinyin Zhōngyāng Jūnshì Wěiyuánhuì, CKW) – nazwa dwóch organów w Chińskiej Republice Ludowej, sprawujących zwierzchnictwo nad siłami zbrojnymi. Pierwszym z nich jest będąca organem państwowym Centralna Komisja Wojskowa Chińskiej Republiki Ludowej (中华人民共和国中央军事委员会), drugim Centralna Komisja Wojskowa KC Komunistycznej Partii Chin (中国共产党中央军事委员会).

## Centralna Komisja Wojskowa KC KPCh
Centralna Komisja Wojskowa KC KPCh została utworzona w październiku 1925. Kilkakrotnie zmieniała ona nazwę, obecną nazwę przyjęła w 1982. Na mocy artykułu 19 ustawy o obronie narodowej siły zbrojne ChRL podlegają przywództwu partii, realizowanemu poprzez jej odpowiednie organy. Organem tym zgodnie ze Statutem KPCh jest CKW.

## Centralna Komisja Wojskowa ChRL
Zgodnie z przyjętą 4 grudnia 1982 konstytucją ChRL utworzona została Centralna Komisja Wojskowa, jako organ państwa sprawujący kontrolę nad siłami zbrojnymi. Centralnej Komisji Wojskowej ChRL podlega Chińska Armia Ludowo-Wyzwoleńcza, Chińska Zbrojna Policja Ludowa oraz milicje ludowe.
Kadencja Centralnej Komisji Wojskowej trwa 5 lat (tyle co kadencja OZPL). Na początku każdej nowej kadencji OZPL wybiera przewodniczącego CKW, a następnie na jego wniosek pozostałych jej członków. Przewodniczący jest odpowiedzialny wobec OZPL, które ma prawo odwoływać członków CKW. Kadencja CKW upływa wraz z kadencją OZPL.
Zgodnie z Ustawą o obronie narodowej Centralna Komisja Wojskowa:
- sprawuje zwierzchnictwo nad siłami zbrojnymi
- decyduje o strategii i organizacji armii
- sprawuje zwierzchnictwo nad systemem obrony granic
- stanowi przepisy wojskowe
- wydaje decyzje i rozkazy
- podejmuje decyzje w sprawach personalnych armii (obsada stanowisk, awanse, wyróżnienia)
- wspólnie z Radą Państwa decyduje o przemyśle zbrojeniowym oraz budżecie armii.

Centralna Komisja Wojskowa ma również prawo do zgłaszania parlamentowi projektów ustaw.

## Wzajemne relacje
Pomimo iż konstytucyjnie obie Centralne Komisje Wojskowe są odrębnymi organami, często (nawet w literaturze chińskiej) są one uważane za jeden organ. Obie Komisje posiadają jednakowy skład, który różni się jedynie okresowo w momencie zmian personalnych.

## Podział organizacyjny
- Biuro Ogólne (办公厅),  ulica Fuxing 7, Pekin
- Wspólny Departament Sztabu (联合 参谋部)
- Departament Pracy Politycznej (政治 工作 部)
- Departament Wsparcia Logistycznego (后勤 保障 部)
- Departament Rozwoju Sprzętu (装备 发展 部)
- Departament Szkoleń i Administracji (训练 管理 部), 5 Cangnan Hutong, dystrykt Dongcheng, Pekin
- Departament Mobilizacji Obrony Narodowej  (国防 动员 部)
- Komisja Kontroli Dyscypliny (纪律 检查 委员会)
- Komisja ds. Polityki i Prawa (政法 委员会)
- Komisja Naukowo-Techniczna (科学 技术 委员会)
- Biuro Planowania Strategicznego (战略 规划 办公室), dystrykt Haiding, Pekin
- Biuro ds. Reformy i Struktury Organizacyjnej (改革 和 编制 办公室)
- Biuro Międzynarodowej Współpracy Wojskowej (国际 军事 合作 办公室), ulica Deshengmenwai 6, dystrykt Xicheng, Pekin
- Biuro Kontroli (审计署)
- Agencja ds. Administracyjnych (机关 事务 管理 总局), Xicheng District, Pekin 
  - hotel Jingxi (京西賓館), ulica Yangfangdian 1, dystrykt Haidian, Pekin

## Przewodniczący

### Przewodniczący CKW KC KPCh
| L.p. | Zdjęcie | Imię i nazwisko | Data urodzenia i śmierci             | Okres rządów                          | Dodatkowe informacje                                                                                   |
| ---- | ------- | --------------- | ------------------------------------ | ------------------------------------- | --- |
| 1.   |         | Mao Zedong      | 26 grudnia 1893 – 9 września 1976    | 8 września 1954 – 9 września 1976     | Również Przewodniczący Chińskiej Republiki Ludowej oraz Przewodniczący Komunistycznej Partii Chin      |
| 2.   |         | Hua Guofeng     | 16 lutego 1921 – 20 sierpnia 2008    | 7 października 1976 – 28 czerwca 1981 | Również Przewodniczący Chińskiej Republiki Ludowej oraz Premier Chińskiej Republiki Ludowej            |
| 3.   |         | Deng Xiaoping   | 22 sierpnia 1904 – 19 lutego 1997    | 28 czerwca 1981 – 9 listopada 1989    | Również Przewodniczący Centralnej Komisji Doradczej                                                    |
| 4.   |         | Jiang Zemin     | 17 sierpnia 1926 – 30 listopada 2022 | 9 listopada 1989 – 19 września 2004   | Również Przewodniczący Chińskiej Republiki Ludowej oraz Sekretarz Generalny Komunistycznej Partii Chin |
| 5.   |         | Hu Jintao       | 21 grudnia 1942                      | 19 września 2004 – 15 listopada 2012  | Również Przewodniczący Chińskiej Republiki Ludowej oraz Sekretarz Generalny Komunistycznej Partii Chin |
| 6.   |         | Xi Jinping      | 15 czerwca 1953                      | 15 listopada 2012                     | Również Przewodniczący Chińskiej Republiki Ludowej oraz Sekretarz Generalny Komunistycznej Partii Chin |

### Przewodniczący CKW ChRL
- Deng Xiaoping 1983-1990
- Jiang Zemin 1990-2005
- Hu Jintao 2005-2013
- Xi Jinping od 2013

## Siedziba
Pierwsza siedziba Komisji mieściła się w budynku nazywanym „Trzy Bramy” (三座门) przy Jingshan Qianjie 20. Obecnie za główny obiekt uważa się budynek Bayi (八一大楼) z 1999 (proj. IV Instytutu Projektowo-Badawczego Personelu Inżynieryjnego Sztabu Generalnego) przy ulicy Fuxing 7. Szereg komórek organizacyjnych ulokowano w innych obiektach.